# Equidad (finanzas)
En las finanzas, el "patrimonio" es la propiedad de activos que pueden tener deudas u otros pasivos (contabilidad financiera) vinculados a ellos. El patrimonio se mide, a efectos de contabilidad, restando los pasivos del valor de un activo. Por ejemplo, si alguien es dueño de un auto que vale 9.000 dólares y debe 3.000 dólares por el préstamo utilizado para comprar el auto, entonces la diferencia de 6.000 dólares es el patrimonio. El capital propio puede aplicarse a un solo activo, como un automóvil o una casa, o a todo un negocio. Una empresa que necesita iniciar o ampliar sus operaciones puede vender su capital para recaudar efectivo que no tiene que ser devuelto en un plazo determinado.
Cuando las obligaciones vinculadas a un activo superan su valor, la diferencia se denomina déficit y se dice oficiosamente que el activo está "bajo el agua" o "al revés". En el ámbito de las finanzas públicas o en otros ámbitos sin fines de lucro, el patrimonio se conoce como "posición neta" o "activos netos".

## Origen
El término "equity" describe este tipo de propiedad en inglés porque se reguló a través del sistema de ley de equidad que se desarrolló en Inglaterra durante la Baja Edad Media para satisfacer las crecientes demandas de la actividad comercial. Mientras que los antiguos tribunales del common law se ocupaban de cuestiones de Título (de propiedad), los tribunales de equidad se ocupaban de los intereses contractuales en la propiedad. El mismo bien podía tener un propietario en el capital social, que poseía el interés contractual, y un propietario separado por ley, que poseía el título indefinidamente o hasta que se cumpliera el contrato. Las disputas contractuales se examinaban teniendo en cuenta si los términos y la administración del contrato eran justos, es decir, equitativos.

## Mercancía única
Se dice que cualquier activo que se compre a través de un préstamo garantizado tiene un capital propio. Mientras el préstamo permanezca impago, el comprador no es dueño total del activo. El prestamista tiene el derecho de recuperar el activo si el comprador incumplimiento (financiero), pero solo para recuperar el saldo impagado del préstamo. El saldo del capital social -el valor de mercado del activo reducido por el saldo del préstamo- mide la propiedad parcial del comprador. Puede ser diferente del monto total que el comprador ha pagado por el préstamo, que incluye los gastos de intereses y no considera ningún cambio en el valor del activo. Cuando un activo tiene un déficit en lugar de capital social, las condiciones del préstamo determinan si el prestamista puede recuperarlo del prestatario. Las viviendas se financian normalmente con préstamos sin recurso, en los que el prestamista asume el riesgo de que el propietario incumpla con un déficit, mientras que otros activos se financian con préstamos con pleno recurso que hacen al prestatario responsable de cualquier déficit.
El patrimonio de un activo puede utilizarse para garantizar pasivos adicionales. Entre los ejemplos más comunes figuran los préstamo sobre el valor líquido de la vivienda y línea de crédito sobre el valor líquido de la vivienda. Éstas aumentan el total de pasivos vinculados al activo y disminuyen el patrimonio del propietario.

## Entidades comerciales
Una entidad comercial tiene una estructura de deuda más complicada que un solo activo. Mientras que algunos pasivos pueden estar garantizados por activos específicos de la empresa, otros pueden estar garantizados por los activos de toda la empresa. Si la empresa se declara en quiebra, se le puede exigir que recaude dinero mediante la venta de activos. Sin embargo, el patrimonio de la empresa, al igual que el patrimonio de un activo, mide aproximadamente la cantidad de activos que pertenecen a los propietarios de la empresa.

### Contabilidad
La contabilidad financiera define el patrimonio de una empresa como el saldo neto de sus activos reducido por sus pasivos. La ecuación contable fundamental requiere que el total de los pasivos y el patrimonio sea igual al total de todos los activos al cierre de cada período contable. Para satisfacer este requisito, todos los acontecimientos que afecten al total de activos y al total de pasivos de manera desigual deben ser eventualmente reportados como cambios en el patrimonio. Las empresas resumen su patrimonio en un estado financiero conocido como el balance general (o estado de la posición neta) que muestra el total del activo, los saldos específicos del patrimonio, y el total del pasivo y el patrimonio (o déficit).
En un balance pueden aparecer varios tipos de patrimonio neto, según la forma y el propósito de la entidad comercial. Acciones preferentes, capital social (o capital social) y superávit de capital. (o capital adicional pagado) reflejan las contribuciones originales al negocio de sus inversores u organizadores. Las acciones en autocartera aparecen como un saldo contrapital (una compensación al capital) que refleja el monto que la empresa ha pagado a las recompra acciones de los accionistas. Ganancias retenidas (o déficit acumulado) es el total corriente de los ingresos y pérdidas netos del negocio, excluyendo cualquier dividendo. En el Reino Unido y otros países que utilizan sus métodos contables, el patrimonio incluye varias cuentas Reserva (contable) que se utilizan para determinadas conciliaciones del balance.
Otro estado financiero, el estado de cambios en el patrimonio neto, detalla los cambios en estas cuentas de patrimonio neto de un ejercicio contable a otro. Varios acontecimientos pueden producir cambios en el patrimonio de una empresa.
- Inversiones de capital: Las aportaciones de efectivo procedentes del exterior de la empresa aumentan su capital base y el superávit de capital en la cantidad aportada.
- Resultados acumulados: Los ingresos o las pérdidas pueden acumularse en una cuenta de capital llamada "ganancias retenidas" o "déficit acumulado", dependiendo de su saldo neto.
- Resultados no realizados de las inversiones: Los cambios en el valor de los valores que la empresa posee, o de las participaciones en moneda extranjera, se acumulan en su capital social.
- Dividendos: La empresa reduce sus ganancias retenidas por el monto de efectivo pagadero a los accionistas.
- Cuando la empresa compra acciones en su propia tesorería, el importe pagado por las acciones se refleja en la cuenta de acciones de tesorería.
- Una empresa que liquida con capital social positivo puede distribuirlo a los propietarios en uno o varios pagos en efectivo.

### Inversión
La inversión en acciones es el negocio de comprar acciones de empresas, ya sea directamente o a otro inversor, con la expectativa de que las acciones ganen dividendos o puedan ser revendidas con una ganancia de capital. Los titulares de acciones suelen recibir derechos de voto, lo que significa que pueden votar a los candidatos a la junta directiva y, si su participación es lo suficientemente grande, pueden influir en las decisiones de gestión.

#### Fundamentos jurídicos
Los inversores en una empresa de reciente creación deben aportarle una cantidad inicial de capital para que pueda empezar a realizar transacciones comerciales. Esta cantidad aportada representa la participación de los inversores en la empresa. A cambio, reciben acciones de la empresa. Según el modelo de una sociedad de responsabilidad limitada, la empresa puede mantener el capital aportado mientras permanezca en funcionamiento. Si se liquida, ya sea por decisión de los propietarios o por un proceso de bancarrota, los propietarios tienen un reclamante residual sobre el eventual capital social de la empresa. Si el patrimonio es negativo (un déficit), los acreedores impagados sufren una pérdida y la reclamación de los propietarios es nula. En virtud de la responsabilidad limitada, los propietarios no están obligados a pagar ellos mismos las deudas de la empresa siempre que los libros de la empresa estén en orden y no haya involucrado a los propietarios en un fraude.
Cuando los propietarios de una empresa son accionistas, su interés se denomina capital social. Si todos los accionistas pertenecen a una clase, comparten por igual el capital social desde todos los puntos de vista. No es infrecuente que las empresas emitan más de una clase de acciones, y cada clase tiene su propia prioridad de liquidación o derechos de voto. Esto complica el análisis tanto para la valoración de las acciones como para la contabilidad.

#### Valoración
El balance del capital social de una empresa no determina el precio al que los inversores pueden vender sus acciones. Otros factores relevantes son las perspectivas y los riesgos de su negocio, su acceso al crédito necesario y la dificultad de encontrar un comprador. Según la teoría del valor intrínseco, es rentable comprar acciones de una empresa cuando su precio es inferior al valor actual de la parte de su capital social y de las ganancias futuras pagaderas a los accionistas. Los defensores de este método han incluido a Benjamin Graham, Philip Fisher y Warren Buffett. Una inversión en acciones nunca tendrá un valor de mercado negativo (es decir, se convertirá en un pasivo) aunque la empresa tenga un déficit de accionistas, porque el déficit no es responsabilidad de los propietarios.
Según el "modelo Merton", el valor del capital social se modela como opción de compra sobre el valor de toda la empresa (incluidos los pasivos), Precio de la huelga al valor nominal de los pasivos. Este es el primer ejemplo de un "modelo estructural", en el que la quiebra se modela utilizando un modelo microeconómico de la estructura de capital de la empresa. Se trata a bancarrota como una probabilidad de impago continua, en la que, al producirse aleatoriamente default, se supone que el precio de las acciones de la empresa que ha incumplido el pago pasa a ser cero.